# Herpetogramma exculta
Herpetogramma exculta is een vlinder uit de familie van de grasmotten (Crambidae), uit de onderfamilie van de Spilomelinae. De wetenschappelijke naam van deze soort is voor het eerst gepubliceerd in 1892 door Thomas Pennington Lucas.
De soort komt voor in Australië.